# الإمبراطور سوينين
الإمبراطور سوينين (باليابانية: 垂仁天皇 سوينين تينو) هو حادي عشر أباطرة اليابان حسب قائمة أباطرة اليابان. لا يوجد أي تواريخ محددة عن فترة حياته أو حكمه.

## اقرأ أيضا
- إمبراطور اليابان
- قائمة أباطرة اليابان